# Choi Hyo-jin
Choi Hyo-jin (18 de agosto de 1983) é um futebolista profissional sul-coreano que atua como defensor.

## Carreira
Choi Hyo-jin representou a Seleção Sul-Coreana de Futebol na Copa da Ásia de 2011.